# Martha Vestin

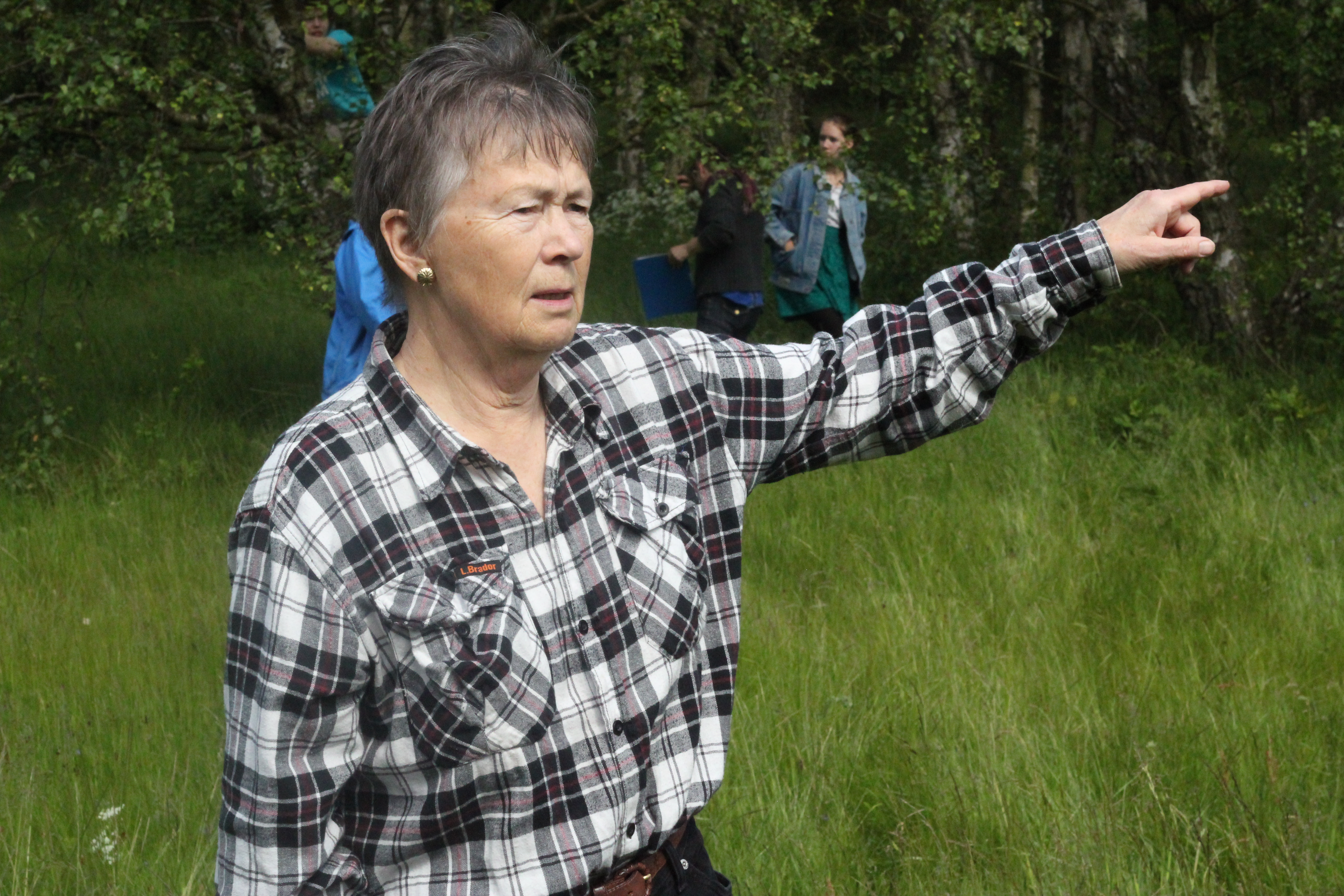
Martha Vestin regisserar Stormen i Kullabergs naturreservat sommaren 2012.

Eva Martha Gunilla Vestin, född den 15 april 1941, är en svensk teaterregissör, författare och tidigare professor i regi vid Dramatiska Institutet i Stockholm.

## Biografi
Vestin har varit verksam vid Riksteatern och fungerat som konstnärlig ledare för de fria teatergrupperna Friteatern (1973-1987) och Sommarteater på Krapperup (1992-2012). Hennes föredragna teaterform har i många år varit platsspecifik friluftsteater. Vestin har bidragit till förnyandet av amatörteatern i Sverige  och anses överhuvudtaget ha spelat en betydelsefull roll i svensk teaterhistoria. Utöver hennes ämbete vid Dramatiska Institutet har hon undervisat i scenkonst i exempelvis Ryssland, Tanzania, Kamerun och Bangladesh. Hon har också suttit i kommittén för The International Theatre Institute.
2000 utkom boken Regi: kreativitet och ledarskap i vilken Vestin beskriver arbetet som teaterregissör.
Martha Vestin föddes som äldsta dotter till professor Ragnar Vestin och undervisningsrådet Margareta Vestin (ogift Brunskog). Författarna Frances Tuuloskorpi och Sanna Vestin är hennes yngre systrar.

### Regi (urval)
| År   | Produktion             | Upphovsman            | Teater                                                 |
| ---- | ---------------------- | --------------------- | ------------------------------------------------------ |
| 2021 | MiSSiNG ALiCE          | EliSophie Andrée      | Alla Tiders Teater                                     |
| 2019 | Naturen vet            | Alla Tiders Teater    | Alla Tiders Teater                                     |
| 2016 | Som ni vill ha det     | William Shakespeare   | Helsingborgs stadsteater                               |
| 2015 | Blodsbröllop           | Federico Garcia Lorca | Sommarteater på Krapperup                              |
| 2013 | Mor Kurage             | Bertolt Brecht        | Helsingborgs stadsteater                               |
| 2012 | Stormen                | William Shakespeare   | Sommarteater på Krapperup                              |
| 2010 | Gruffet i hamnen       | Carlo Goldoni         | Sommarteater på Krapperup                              |
| 2008 | Macbeth                | William Shakespeare   | Sommarteater på Krapperup och Helsingborgs stadsteater |
| 2007 | Potta Långhaka         | Mary Andersson        | Sommarteater på Krapperup och Helsingborgs stadsteater |
| 2006 | En vintersaga          | William Shakespeare   | Sommarteater på Krapperup                              |
| 2005 | Historien om en soldat | Igor Stravinskij      | Dramatiska Institutet                                  |
| 2004 | Fårakällan             | Lope de Vega          | Sommarteater på Krapperup                              |
| 2002 | Morbror Vanja          | Anton Tjechov         | Västerbottensteatern                                   |
| 2002 | Muntra fruarna         | William Shakespeare   | Sommarteater på Krapperup                              |
| 2000 | Kritcirklen            | Bertolt Brecht        | Sommarteater på Krapperup                              |
| 1999 | Leka med elden         | August Strindberg     | Sommarteater på Krapperup                              |
| 1998 | Lysistrate             | Aristofanes           | Sommarteater på Krapperup                              |
| 1996 | En midsommarnattsdröm  | William Shakespeare   | Sommarteater på Krapperup                              |
| 1985 | Odysseus               | Homeros               | Friteatern                                             |
| 1981 | Utmaningen             |                       | Friteatern och The National Drama Troupe of Tanzania   |
| 1973 | Häxor och herremän     | Frances Vestin        | Friteatern                                             |
| 1968 | Som ni behagar         | William Shakespeare   | Riksteatern                                            |
| 1966 | Romeo och Julia        | William Shakespeare   | Riksteatern                                            |

## Priser och utmärkelser (urval)
- 2019 - Scenkonstgalans hederspris[20]
- 2013 – Helsingborgs Dagblads kulturpris[21][22]